# ケラトプス科
ケラトプス科（ケラトプスか、Ceratopsidae、Ceratopidae）は、トリケラトプスやスティラコサウルスなどを含む周飾頭亜目の恐竜の分類群。以前は北アメリカ原産と考えられていたが、近年では中国や鹿児島県の下甑島からも発見されている。

## 分類の仕方
既知の種は全て四足歩行の草食動物であった、また生息は白亜紀後期の北アメリカと東アジアに限定される。口（顎の奥の歯列）と複根歯によって特徴づけられ、角とフリルを備える。グループは2つの亜科に分割される。
ケラトプス亜科あるいはカスモサウルス亜科は、長い三角形のフリルおよび、発達した上眼窩角によって一般に特徴づけられる。
セントロサウルス亜科は発達した鼻角か鼻のこぶ、より短く、より多くのホーンレットを備えた長方形のフリルなどの特徴をもっていた。

## 装飾の用途
これらの装飾は著しい変化を示し、様々な種を認識する主要な手段であるが、用途は明らかではない。捕食動物に対する防御は、考えられる用途の一つである。ただしフリルは多くの種において非常に脆弱である。
現代の有蹄動物のように、それらがディスプレイ、あるいはオス同士の格闘のために使用される第二次性徴であったという説は、より有力である。
パキリノサウルスおよびアケロウサウルスの頭骨上の厚いこぶは、それらが頭で突進した可能性を示唆し、現生のジャコウウシの角に似ている。

## 生活様式
セントロサウルス亜科は、ほとんど1種だけで構成されたボーンベッドという形で頻繁に見つかることから、それらが大きな群に生きていたと考えられる。
一方カスモサウルス亜科は、1個体分の化石が単体で発見されることや、足跡などから考えて、一生の大半を単独で生きていたらしい。

## 主な属
- カスモサウルス亜科 Chasmosaurinae
  - オジョケラトプス Ojoceratops
  - コアフイラケラトプス Coahuilaceratops
  - ネドケラトプス Nedoceratops
  - トリケラトプス Triceratops
  - エオトリケラトプス Eotriceratops
  - アグジャケラトプス Agujaceratops
  - カスモサウルス Chasmosaurus
  - トロサウルス Torosaurus
  - アリノケラトプス Arrhinoceratops
  - ペンタケラトプス Pentaceratops
  - アンキケラトプス Anchiceratops
- セントロサウルス亜科 Centrosaurinae
  - ゼノケラトプス Xenoceratops
  - ディアブロケラトプス Diabloceratops
  - マカイロケラトプス Machairoceratops
  - シノケラトプス Sinoceratops
  - セントロサウルス Centrosaurus
  - エウセントロサウルス Eucentrosaurus
  - モノクロニウス Monoclonius
  - スティラコサウルス Styracosaurus
  - パキリノサウルス Pachyrhinosaurus
  - エイニオサウルス Einiosaurus
  - アケロウサウルス Achelousaurus
  - アルベルタケラトプス Albertaceratops
  - ブラキケラトプス Brachyceratops
- その他
  - ズニケラトプス Zuniceratops
  - トゥラノケラトプス Turanoceratops
  - クラスペドドン Craspedodon